# Sudsko Selo
Sudsko Selo (Servisch cyrillisch Судско Село) is een plaats in de Servische gemeente Novi Pazar. De plaats telt 87 inwoners (2002).